# Sciomyza melanaspis
Sciomyza melanaspis är en tvåvingeart som beskrevs av Christian Rudolph Wilhelm Wiedemann 1830. Sciomyza melanaspis ingår i släktet Sciomyza och familjen kärrflugor. Inga underarter finns listade i Catalogue of Life.